# Sela pri Vrčicah
Séla pri Vrčícah je naselje v Sloveniji.